# دهستان خورگام
دهستان خورگام نام دهستانی در بخش خورگام شهرستان رودبار، استان گیلان در ایران است. براساس سرشماری مرکز آمار ایران در سال ۱۳۸۵، جمعیت آن ۵۷۱۵ نفر (۱۶۷۲ خانوار) بوده‌است.